# Irina Welihanowa
Irina Welihanowa (* 17. März 1996) ist eine turkmenische Leichtathletin, die sich auf den Siebenkampf spezialisiert hat.

## Sportliche Laufbahn
Ihren ersten internationalen Wettkampf bestritt Irina Welihanowa bei den Jugendweltmeisterschaften 2013 in Donezk, bei denen sie mit 4341 Punkten den 33. Platz belegte. Im Jahr darauf wurde sie bei den Hallenasienmeisterschaften in Hangzhou mit 2508 Punkten Zehnte im Hallenfünfkampf und beendete die Juniorenweltmeisterschaften in Eugene mit 4347 Punkten auf dem 22. Rang. 2016 wurde sie bei den Hallenasienmeisterschaften in Doha mit 3524 Punkten Vierte, wie auch bei den Asian Indoor & Martial Arts Games in Aşgabat 2017, bei denen sie 3787 Punkte erreichte. Im Jahr darauf gewann sie bei den Hallenasienmeisterschaften in Teheran mit 3730 Punkten die Bronzemedaille hinter der Iranerin Sepideh Tavakoli und Aleksandra Yurkevskaya aus Usbekistan. Bei den Asienmeisterschaften 2019 in Doha gelangte sie mit 5344 Punkten auf den achten Platz.
2018 wurde Welihanowa turkmenische Meisterin im Siebenkampf sowie 2017 Hallenmeisterin im 60 Meter Hürdenlauf und 2019 im Hallenfünfkampf.

## Persönliche Bestleistungen
- Siebenkampf: 5344 Punkte, 23. April 2019 in Doha
  - Fünfkampf (Halle): 3799 Punkte, 17. Januar 2019 in Aşgabat (Turkmenischer Rekord)
- Speerwurf: 44,80 m, 28. April 2015 in Aşgabat (Turkmenischer Rekord)